# Verdrag van Jeddah (2000)

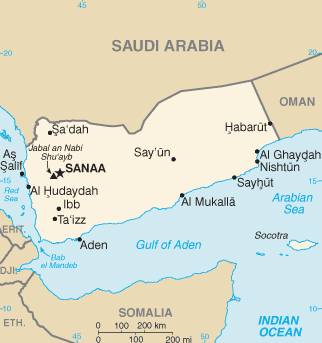
De huidige grenzen van Jemen.

Het Verdrag van Djedda loste een grensgeschil tussen Saoedi-Arabië en Jemen op dat teruggaat tot Saoedische grensclaims uit 1934.

## Achtergrond
Het langlopende geschil ontstond door het Verdrag van Taif uit 1934 tussen Jemen en het nieuw gevormde Saoedi-Arabië en de daaropvolgende afbakening van de grens drie jaar later. Dubbelzinnigheid in de plaatsing van de grens leidde tot concurrerende claims van Saoedi-Arabië en Jemen voor de rest van de twintigste eeuw, ook bemoeilijkte onder andere oude voor-koloniale claims en ruwe plaatsing van grensmarkeringen het grensgeschil. Er werden twee oorlogen over de grens uitgevochten: in 1934 en in 1969. Halverwege de jaren negentig erkenden de regeringen van beide landen de noodzaak van een duidelijke en wederzijds overeengekomen grens, in 1997 werd er in Italië een tijdelijke grens bepaald.
De vooruitgang zou echter in de drie jaar na 1997 stagneren, deels omdat de landen de exacte plaatsing van de zeegrens betwistten in de Rode Zee. Dit leidde tot een reeks grensconflicten, waaronder een confrontatie tussen de Jemenitische en Saoedi-Arabische strijdkrachten over het eiland Doewaima in juli 1998.

## Ondertekening
In mei 2000 bezocht kroonprins Abdullah van Saoedi-Arabië Jemen voor het eerst om de tiende verjaardag van de eenwording van Noord- en Zuid-Jemen te herdenken. Kort na deze ontmoeting en een reeks intensieve diplomatieke gesprekken ondertekenden de twee regeringen uiteindelijk het Verdrag van Djedda in de Saoedische havenstad op 12 juni 2000, dat de volgende maand van kracht werd. De ondertekenaars van het verdrag waren de ministers van Buitenlandse Zaken van beide landen en de Jemenitische vicepremier. In het verdrag werd afgesproken wat de exacte land- en zeegrens zou worden en bevatte afspraken omtrent de rechten van herders, de plaatsing van strijdkrachten en toekomstige winning van natuurlijke grondstoffen langs de grens.

## Nasleep
In 2003 begon Saoedi-Arabië met de bouw van een grensmuur met Jemen, waarbij het zich beriep op georganiseerde smokkel en veiligheidsproblemen. Na internationale diplomatieke druk en beschuldigingen dat dit een schending was van de 20 km bufferzone die was gereserveerd voor begrazing in het verdrag van 2000, stemde Saoedi-Arabië ermee in om de bouw te stoppen en beide partijen het verdrag in februari 2004 te handhaven. Saoedi-Arabië zou de muur echter later voltooien tussen 2009 en 2010. De grens is steeds meer gepatrouilleerd en de grensovergangen zijn beperkt na de destabiliserende effecten van de Jemenitische revolutie van 2011 en de daaropvolgende betrokkenheid van Saoedi-Arabië bij de aanhoudende Jemenitische burgeroorlog.